# Apollophanes texanus
Apollophanes texanus là một loài nhện trong họ Philodromidae.
Loài này thuộc chi Apollophanes. Apollophanes texanus được Richard C. Banks miêu tả năm 1904.